# After the War (videojuego)
After the War es un videojuego desarrollado y publicado en 1989 por Dinamic Software. Se trata de un juego de lucha en la cual controlamos al protagonista en dos fases en un futuro apocalíptico. Tuvo versiones para ZX Spectrum, Amstrad CPC, Commodore 64, MSX, Commodore Amiga, Atari ST y DOS. El juego incluía la llamada "FX doble carga", usada por Dinamic en varios de sus programas.

## Fases
La primera parte transcurre en las calles de la ciudad, combatiendo contra enemigos pequeños y enemigos de final de fase; el objetivo es encontrar la entrada al metro subterráneo, en la parte opuesta del mapa. La segunda parte ocurre en las vías y estaciones del metro subterráneo. Muchos enemigos son mayores que en la primera parte, y más complejos en diseño.
Según el argumento, el juego transcurre en el año 2019 en Manhattan después de una guerra nuclear. El planeta está devastado y en ruinas. El nombre del personaje protagonista manejado por el jugador es Jonathan Rogers, más conocido como «Jungle Rogers». Su misión consiste en alcanzar la plataforma de lanzamiento XV-238, situada en la base de control del esquizofrénico asesino profesor McJerin, y escapar a las colonias exteriores en el espacio.
Para defenderte estas equipado con un arma de apoyo similar al M60 americano, de munición infinita, pero tarda un tiempo precioso en cambiar cargadores de munición.